# Григор Янев
Григор Янев или Янов е български свещеник и революционер, деец на Вътрешната македоно-одринска революционна организация.

## Биография
Григор Янев е роден в гевгелийското село Богданци, тогава в Османската империя. Става свещеник и се присъединява към ВМОРО. Арестуван е през декември 1899 година при Валандовската афера и съден в Солун. В 1901 година при Солунската афера властите го залавят и го осъждат на заточение в Бодрум кале. От 1919 до 19238 година служи в църквата „Свети Илия“ във Влахи, като допринася значително за възстановяването на църквата.